# Velký park (Ľubochňa)
Velký park Ľubochňa, slovensky Veľký park Ľubochňa nebo Kúpeľný park, je městský park nebo lázeňský park na pravém břehu říčky Ľubochnianka v Ľubochni v okrese Ružomberok v Žilinském kraji na Slovensku. Nachází se také v Ľubochnianske dolině a slouží k rekreačnímu využití. Park je památkově chráněn.

## Další informace
Velký park Ľubochňa byl založen v 19. století jako přírodně-krajinný park v souvislostí s rozvojem lázeňství v Ľubochni. Zeleň parku tvoří především místní dřeviny a za zmínku stojí stará lipová alej a tisové porosty u potůčku. Zajímavé jsou také prvky drobné secesní architektury - altán, fontána, schodiště aj.

## Galerie

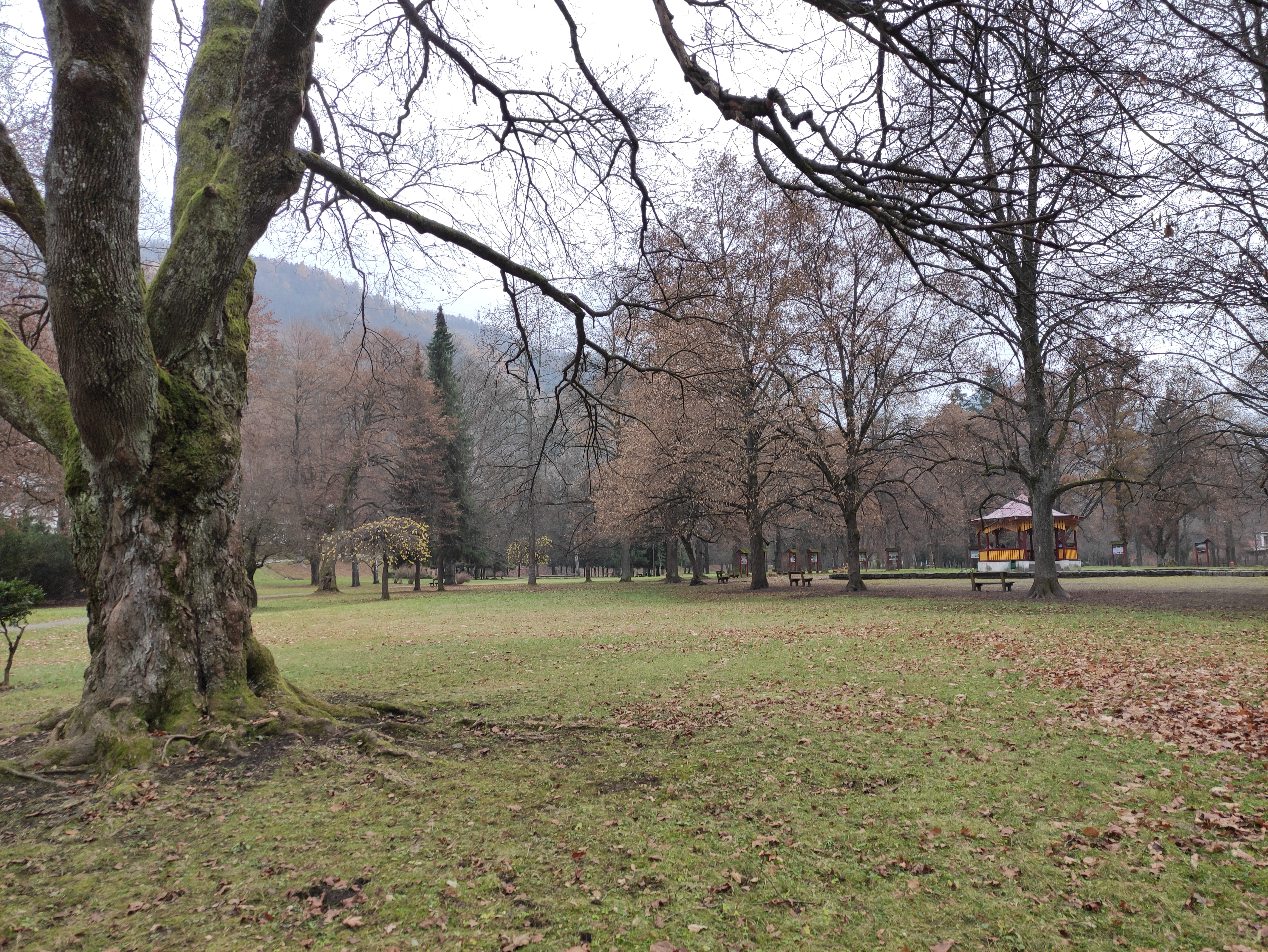
Park (listopad 2022)
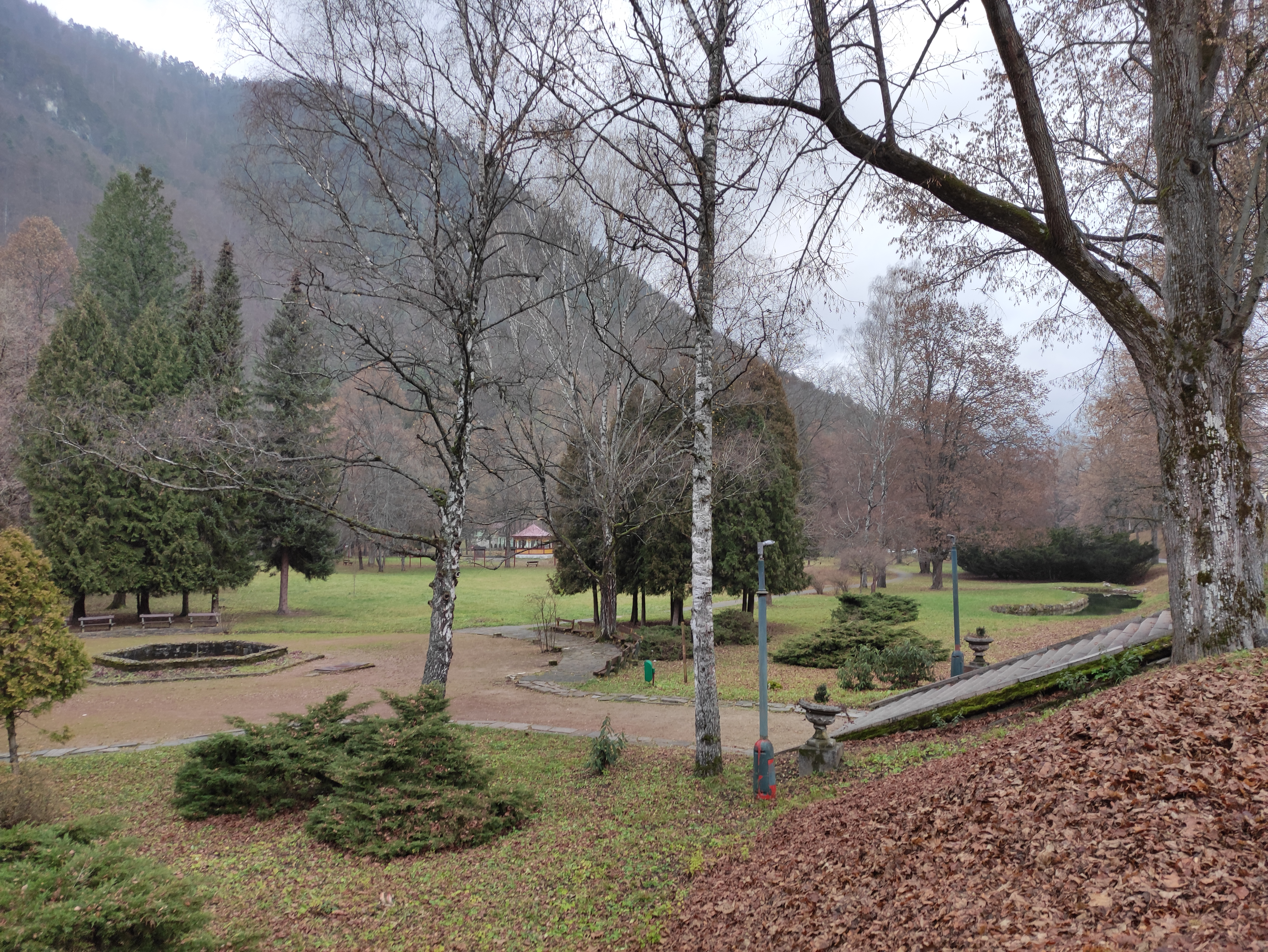
Park (listopad 2022)
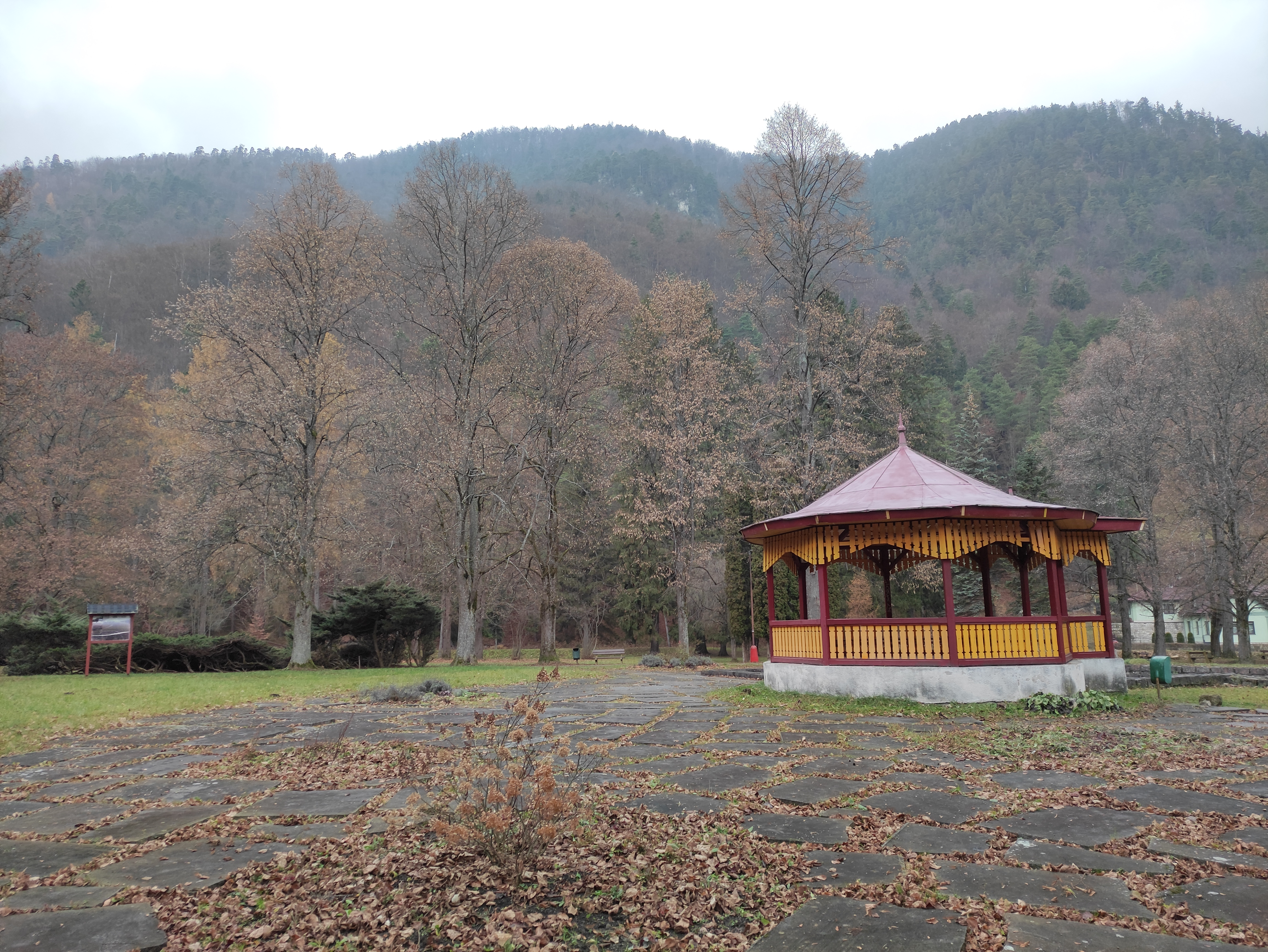
Altán (listopad 2022)
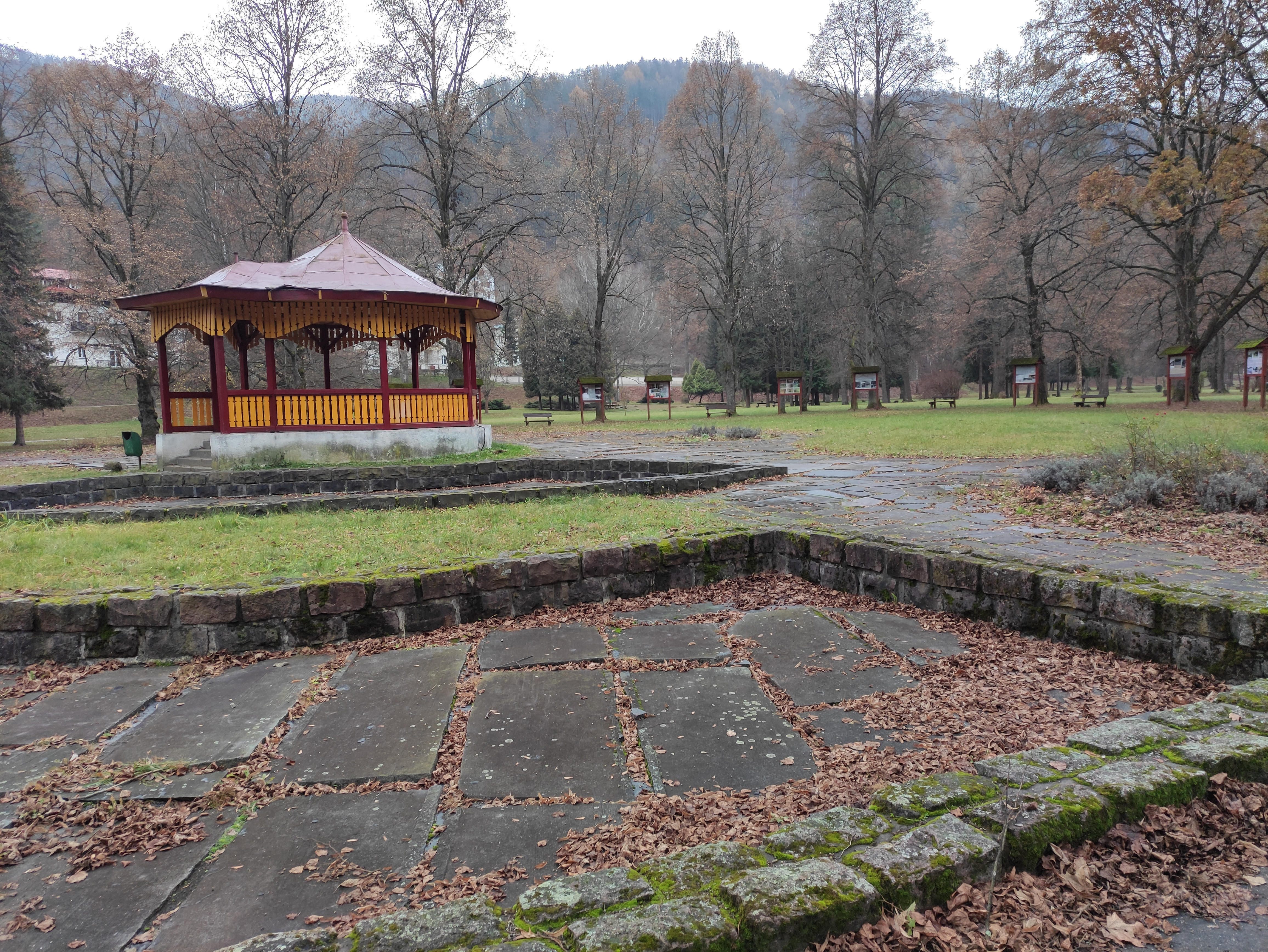
Altán (listopad 2022)